# Relations entre la Communauté de développement d'Afrique australe et l'Union européenne
Les relations entre la Communauté de développement d'Afrique australe (SADC) et l’Union européenne reposent sur l’accord de partenariat économique intérimaire, signé en prévision d'un accord complet. 

## Historique

### Accords de partenariat économique
En mai 2015, la Commission européenne a publié une feuille de route afin de consulter les parties intéressées au sujet de sa proposition d'appliquer provisoirement les accords de partenariat économique entre l'Union et la SADC.

## Sources

## Compléments